# Miss Israel 1976

## Resultados
| Resultados        | Delegadas              |
| ----------------- | ---------------------- |
| Miss Israel 1976  | - Rina Mor (Messinger) |
| Primera Finalista | - Levana Abarbanel     |
| Segunda Finalista | - Yif’at Netzer        |
| Tercera Finalista | - Nurit Amir           |

- Datos: Q24936692